# ریوجی باندو
ریوجی باندو (به انگلیسی: Ryuji Bando) بازیکن فوتبال اهل ژاپن و عضو تیم ملی فوتبال ژاپن است که در تاریخ ۰۴ اکتبر ۲۰۰۶ میلادی اولین بازی ملی‌اش را انجام داد. او در ۷ بازی ملی حضور داشت و آخرین بازی ملی خود را در تاریخ ۲۳ فوریه ۲۰۰۸ میلادی انجام داد. ریوجی باندو در بازی‌های ملی‌اش
۲ گل به ثمر رساند.